# Аеродром Баку
Међународни аеродром Хејдар Алијев (азер. Heydər Əliyev adına Beynəlxalq Hava Limanı) је аеродром који служи Баку, главни град Азербејџана. Аеродром Баку је аеродром са највише путника у кавкаском региону. Претходни назив аеродрома је Међународни аеродром Бина са IATA кодом BAK. Налази се 25 km источно од централног Бакуа. Аеродром Баку је база за Азербејџан ерлајнс.

## Авио-компаније и дестинације
Следеће авио-компаније користе Аеродром Баку (од августа 2007):
- Аеросвит (Кијев-Бориспил)
- Аерофлот (Москва-Шереметјево)
- Азербејџан ерлајнс (Актау, Анкара, Дубаи, Истанбул-Ататурк, Кабул, Кијев-Бориспил, Лондон-Гетуик, Лондон-Хитроу, Милан-Малпенса, Минералније Води, Минск, Москва-Домодедово, Париз-Шарл де Гол, Тбилиси, Тел Авив, Техран-Имам Кхомеини, Урумчи)
- Ариана Авган ерлајнс (Кабул, Москва-Шереметјево)
- БАЛ Башкиријан ерлајнс (Уфа)
- Белавиа (Минск)
- Бритиш ервејз
  - операција обавља БМЕД (Лондон-Хитроу)
- Далавиа (Хабаровск)
- Домодедово ерлајнс (Москва-Домодедово)
- ДонбасАеро (Доњецк)
- ерБалтик (Рига)
- Имаир ерлајнс (Алмати, Бодрум, Сургут, Ташкент)
- Иран ер (Техран-Имам Кхомеини)
- Јамал ерлајнс (Тјумењ)
- Когалимавиа (Сургут)
- КрасЕр (Краснојарск)
- Луфтханза (Ашхабад, Франкфурт)
- Остријан ерлајнс (Беч)
- Перм ерлајнс (Перм, Уфа)
- Росија (Москва-Внуково, Санкт Петербург)
- С7 ерлајнс (Москва-Домодедово, Новосибирск)
- Самара ерлајнс (Самара)
- Скат ер (Актау, Атирау)
- Тартарстан ерлајнс (Казањ, Нижни Новгород)
- Туран ер (Екатеринбург)
- Теркиш ерлајнс (Истанбул-Ататурк)
- УТер (Сочи, Тјумењ, Уфа)
- Узбекистан ервејз (Ташкент)
- Чајна Сатхерн ерлајнс (Урумчи)